# Майский (Китатское сельское поселение)
Майский — посёлок в Яйском районе Кемеровской области России. Входит в состав Китатского сельского поселения.

## География
Посёлок находится в северной части области, на правом берегу реки Пустынка, вблизи места впадения её в реку Золотой Китат, на расстоянии примерно 13 километров (по прямой) к юго-юго-востоку (SSE) от районного центра посёлка городского типа Яя. Абсолютная высота — 208 метров над уровнем моря.
Часовой пояс
Посёлок Майский, как и вся Кемеровская область, находится в часовой зоне МСК+4. Смещение применяемого времени относительно UTC составляет +7:00.

## Население
| 2010 |
| ---- |
| 10   |

Половой состав
По данным Всероссийской переписи населения 2010 года в гендерной структуре населения мужчины составляли 60 %, женщины — соответственно 40 %.
Национальный состав
Согласно результатам переписи 2002 года, в национальной структуре населения русские составляли 100 % из 11 чел.